# Wilhelm Scherer
Wilhelm Scherer (Schönborn, Áustria, 26 de abril de 1841 — Berlim, 6 de agosto de 1886) foi um dos mais influentes germanistas do fim do século XIX. Contribuiu para a fundação e crescimento da disciplina Germanística fundando e coordenando seminários nas universidades de Universidade de Estrasburgo e Berlim. 
A escola científico-literária por ele iniciada foi chamada de Scherer-Schule. 
Scherer é o idealizador da categorização das fases da língua alemã em alto alemão antigo (Althochdeutsch, 750-1050), alto alemão médio (Mittelhochdeutsch, 1050-1350), primeira fase do alto alemão contemporâneo (Frühneuhochdeutsch, 1350-1650) e alto alemão contemporâneo (Neuhochdeutsch, 1650 até hoje).
Ele ainda propôs a teoria das épocas de florescência da literatura alemã: períodos de aproximadamente 300 anos intercalados em florescência (feminilidade) e decadência (masculinidade) da literatura. 
Essa teoria é um dos motivos pelos quais a escola Scherer recebeu a crítica de praticar teoria literária de forma positivista.

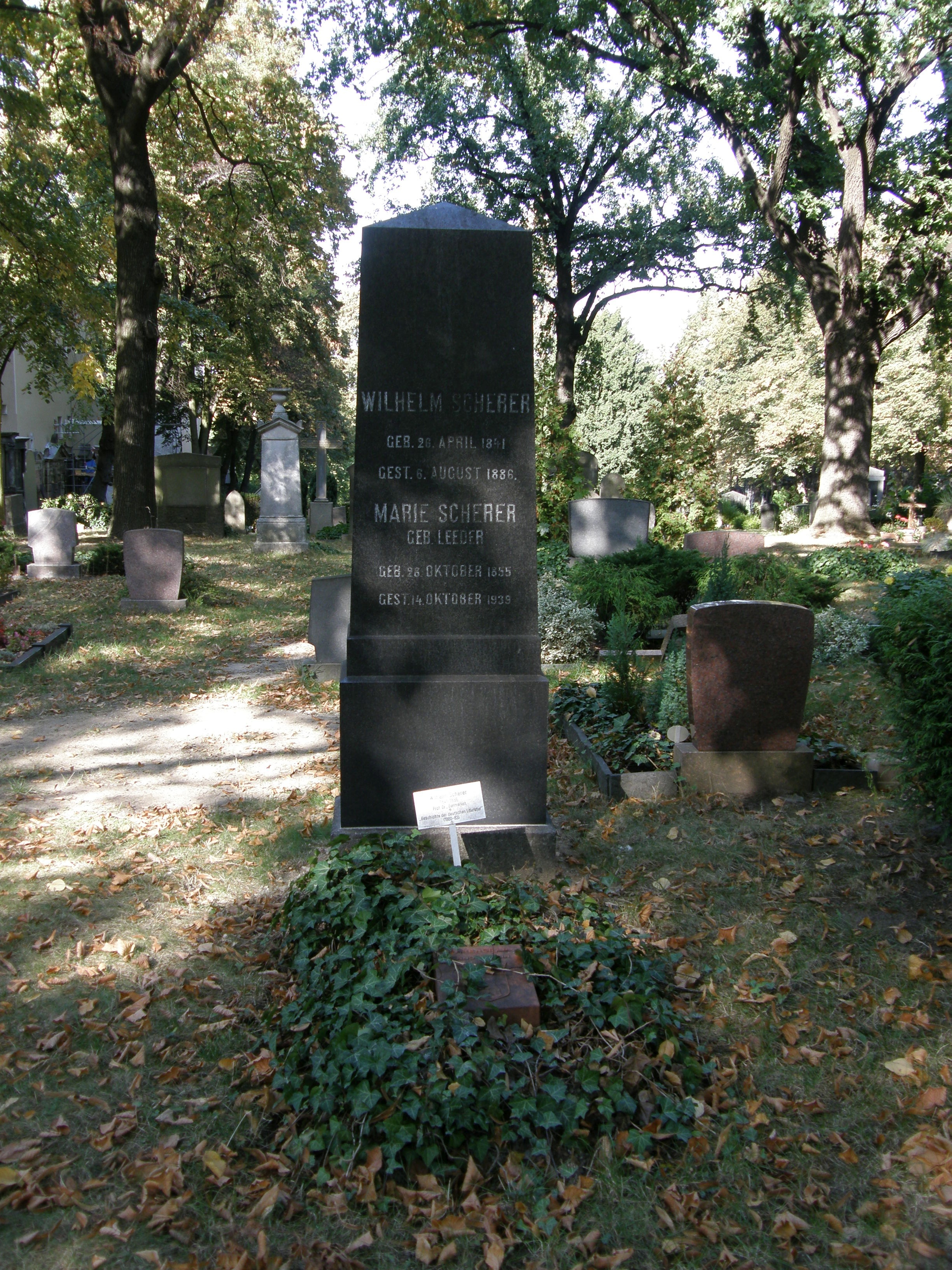
Sepultura no Alter St.-Matthäus-Kirchhof Berlin

Em Berlim-Wedding a rua entre a Reinickdorfer Straße e a MaxStraße foi batizada em 18 de junho de 1907 de "Schererstraße", assim como em 1954 uma rua no 21° distrito de Viena.

## Obras principais
- Jacob Grimm, 1865
- Leben Willirams Abtes von Ebersberg in Baiern, 1866
- Zur Geschichte der deutschen Sprache, 1868
- Deutsche Studien
  - Bd. I.: Spervogel, 1870
  - Bd. II.: Die Anfänge des Minnesanges, 1870
- Geistliche Poeten der deutschen Kaiserzeit. Studien, 1874
- Vorträge und Aufsätze zur Geschichte des geistigen Lebens in Deutschland und Österreich, 1874
- Geschichte der deutschen Dichtung im elften und zwölften Jahrhundert, 1875
- Anfänge des deutschen Prosaromans und Jörg Wickram von Colmar, 1875
- Aus Goethes Frühzeit, 1879
- Geschichte der deutschen Litteratur, 1883
- Emanuel Geibel, 1884
- Rede auf Jakob Grimm, 1885
- Gedächtnissrede auf Karl Müllenhoff, 1885
- Aufsätze über Goethe, 1886
- Poetik, 1888 Kap. Die Dichtungsarten, Kap. Der Tauschwerth der Poesie und der litterarische Verkehr[ligação inativa]
- Wilhelm Scherer. Schriften, hrsg. v. Konrad Burdach, 1890

### Correspondência
- Briefwechsel. Wilhelm Scherer - Erich Schmidt, hrsg. v. Werner Richter u. Eberhard Lämmert, 1963
- Briefwechsel 1872–1886. Wilhelm Scherer - Elias von Steinmeyer, hrsg. v. Horst Brunner u. Joachim Helbig, 1982
- Wilhelm Scherer. Briefe und Dokumente aus den Jahren 1853 bis 1886, hrsg. v. Mirko Nottscheid u. Hans-Harald Müller, 2005 ISBN 3-89244-826-4